# Berkley Bedell

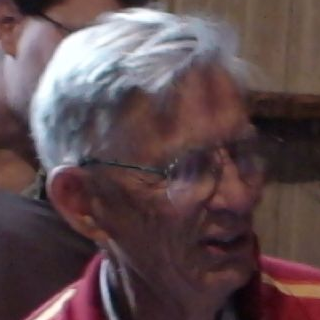
Berkley Bedell (2007)

Berkley Warren Bedell (* 5. März 1921 in Spirit Lake, Iowa; † 7. Dezember 2019 in Naples, Florida) war ein US-amerikanischer Politiker (Demokratische Partei). Zwischen 1975 und 1987 vertrat er den 6. Kongressdistrikt des Bundesstaats Iowa im US-Repräsentantenhaus.

## Werdegang
Berkley Bedell besuchte die öffentlichen Schulen seiner Heimat einschließlich der Spirit Lake High School, die er im Jahr 1939 absolvierte. Zwischen 1940 und 1942 studierte er an der Iowa State University in Ames. Bereits im Jahr 1937 hatte er die Firma Berkley & Co. gegründet, die in der Fischereibranche tätig war. Während des Zweiten Weltkriegs war Bedell zwischen 1942 und 1945 Oberleutnant und Flugausbilder in der US Army. Nach dem Krieg widmete er sich wieder seiner Fischerei-Firma, die inzwischen hunderte von Angestellten hatte und international operierte. In den 1960er Jahren brachte Bedell es zum Millionär. Zwischen 1957 und 1962 war er Mitglied im Bildungsausschuss seiner Heimatgemeinde Spirit Lake.
Politisch schloss sich Bedell der Demokratischen Partei an. 1972 kandidierte er erfolglos gegen den Republikaner Wiley Mayne für den Kongress. Zwischen 1972 und 1974 war er Delegierter auf den regionalen Parteitagen in Iowa. 1974 wurde er dann doch im sechsten Wahlbezirk von Iowa in das US-Repräsentantenhaus in Washington, D.C. gewählt. Dort trat er am 3. Januar 1975 die Nachfolge von Mayne an, den er bei der Wahl geschlagen hatte. Dabei profitierte er auch vom Verhalten Maynes während der Watergate-Affäre, als er zunächst gegen ein Amtsenthebungsverfahren gegen Präsident Richard Nixon stimmte. Nach fünf Wiederwahlen konnte Bedell bis zum 3. Januar 1987 sechs zusammenhängende Legislaturperioden im Kongress absolvieren. Dort war er zeitweise Mitglied in einem Unterausschuss des Small Business Committee. In den 1980er Jahren war Bedell einer der Hauptkritiker der Politik von Präsident Ronald Reagan.
Im Jahr 1986 verzichtete Bedell aus gesundheitlichen Gründen auf eine weitere Kandidatur. Er gründete ein Zentrum für alternative Medizin und blieb auch weiterhin an politischen Fragen interessiert. So wie er in den 1960er Jahren den Vietnamkrieg abgelehnt hatte, war er im Jahr 2002 auch gegen den Irakkrieg. Bei den Präsidentschaftswahlen des Jahres 2008 unterstützte er zunächst Chris Dodd und dann Barack Obama. Berkley Bedell war verheiratet und lebte bis zu seinem Tod am 6. Dezember 2019 in seinem Geburtsort Spirit Lake.